# Стокард Ченнінґ
Сьюзан Антонія Вільямс Стокард (англ. Susan Antonia Williams Stockard; нар. 13 лютого 1944), у шлюбі Стокард Ченінг — американська акторка театру, кіно і телебачення, найбільш відома за роллю старшокласниці Бетті Ріццо в мюзиклі «Бріолін». Володарка премій «Еммі» і «Тоні».

## Життєпис
Народилася у Нью-Йорку, по материнській стороні має ірландські корені. 
У 1963 році, будучи 19-річною студенткою коледжу, одружилася з підприємцем і скульптором Волтером Ченнінґом (1940—2015).
Акторську кар'єру розпочала в театральній компанії Бостона, після чого стала з'являтися і на сценах Нью-Йорка, а в 1971 році дебютувала на Бродвеї. На великому екрані дебютувала у фільмі «Лікарня» (1971), а після кількох незначних ролей на кіноекранах досягла популярності в фільмі «Стан» (1975) з Джеком Ніколсоном.
У 1978 році 33-річна Стокард Ченнінґ зіграла з актором-початківцем Джоном Траволтою і зіркою кантрі і поп-музики Олівією Ньютон-Джон в екранізації бродвейського мюзиклу «Бріолін». Попри вік, вона чудово впоралася з роллю старшокласниці — неформальної лідерки дівчат у школі, де розгортається дія. Її голос звучить у двох музичних композиціях до фільму. 
Після невдач у кіно і на телебаченні на початку 1980-х повернулася в театр, де в 1985 році була удостоєна премії «Тоні» за роль у п'єсі «День смерті Джо Егга» (A Day in the Death of Joe Egg).
Знову домоглася успіху на великому екрані в 1993 році: за роль у фільмі «Шість ступенів відчуження» Ченнінґ була номінована на «Оскар» і «Золотий глобус». Двома роками раніше вже була номінанткою «Тоні» за виконання цієї ж ролі в театральній постановці.
Далі виконала успішні ролі у фільмах «Вонг Фу, із вдячністю за все! Джулі Ньюмар» (1995), «Дим» (1995), «Сутінки» (1999), епізодична поява в кінокартині «Клуб перших дружин» (1996). З кінця 1990-х стала дуже затребувана відразу в трьох напрямках — в кіно, на телебаченні і в театрі.
На великому екрані успішно працювала в фільмах «Практична магія» (1998), «Там, де серце» (2000) і «Щось іще» (2003), а за телевізійні роботи в серіалі «Західне крило» і телефільмі «Історія Меттью Шепарда» була удостоєна двох премій «Еммі» в 2002 році.
Втілила Клару Гітлер в фільмі «Гітлер: Сходження диявола» (2003).
Розлучившись із Волтером Ченнінґ в 1967 році, ще тричі одружувалась. Її другим чоловіком був перекладач Пол Шмідт.

## Вибрана фільмографія
| Рік  |   | Українська назва                           | Оригінальна назва                                | Роль                       |
| ---- | - | ------------------------------------------ | ------------------------------------------------ | -------------------------- |
| 1971 | ф | Лікарня                                    | The Hospital                                     | Медсестра швидкої допомоги |
| 1972 | ф | Пісочниця                                  | Up the Sandbox                                   | Джуді Стенлі               |
| 1975 | ф | Стан                                       | The Fortune                                      | Фредді                     |
| 1976 | ф | Великий автобус                            | The Big Bus                                      | Кітті Бакстер              |
| 1978 | ф | Дешевий детектив                           | The Cheap Detective                              | Бесс                       |
| 1978 | ф | Бріолін                                    | Grease                                           | Бетті Ріццо                |
| 1986 | ф | Ревнощі                                    | Heartburn                                        | Джулі Сігел                |
| 1992 | ф | Гіркий місяць                              | Bitter Moon                                      | Беверлі                    |
| 1993 | ф | Шість ступенів відчуження                  | Six Degrees of Separation                        | Уїза Кіттредж              |
| 1995 | ф | Дим                                        | Smoke                                            | Рубі Макнатт               |
| 1995 | ф | Вонг Фу, із вдячністю за все! Джулі Ньюмар | To Wong Foo, Thanks for Everything! Julie Newmar | Керол Енн                  |
| 1996 | ф | Близько до серця                           | Up Close and Personal                            | Марсія Мак-Грат            |
| 1996 | ф | Клуб перших дружин                         | The First Wives Club                             | Синтія Сванн-Гріффін       |
| 1996 | ф | Молл Флендерс                              | Moll Flanders                                    | Місіс Олворсі              |
| 1998 | ф | Сутінки                                    | Twilight                                         | Лейтенант Верна Голландер  |
| 1998 | ф | Практична магія                            | Practical Magic                                  | тітка Френсіс Оуенс        |
| 2000 | ф | Там, де серце                              | Where the Heart Is                               | Тельма                     |
| 2002 | ф | Життя, чи щось таке                        | Life or Something Like It                        | Дебора Коннорс             |
| 2003 | ф | Золота молодь                              | Bright Young Things                              | Місіс Мелроуз Ейп          |
| 2003 | ф | Розлучення                                 | Le Divorce                                       | Марджів Вокер              |
| 2003 | ф | Дещо ще                                    | Anything Else                                    | Пола Чейз                  |
| 2005 | ф | Любов до собак обов'язкова                 | Must Love Dogs                                   | Доллі                      |
| 2026 | ф | Практична магія 2                          | Practical Magic 2                                | Френсіс Оуенс              |

## Нагороди та номінації
| Нагорода                       | Рік  | Категорія                                                     | Фільм/Телесеріал/Постановка                  | Результат |
| ------------------------------ | ---- | ------------------------------------------------------------- | -------------------------------------------- | --------- |
| Оскар                          | 1994 | Найкраща жіноча роль                                          | Шість ступенів відчуження                    | Номінація |
| Золотий глобус                 | 1976 | Найкращий акторський дебют в жіночій ролі                     | Доля                                         | Номінація |
| Золотий глобус                 | 1994 | Найкраща жіноча роль у комедії або мюзиклі                    | Шість ступенів відчуження                    | Номінація |
| Золотий глобус                 | 1999 | Найкраща жіноча роль в мінісеріалі або телефільмі             | Дитячий танець                               | Номінація |
| Еммі                           | 1988 | Найкраща жіноча роль другого плану в мінісеріалі або фільмі   | Відлуння в темряві                           | Номінація |
| Еммі                           | 1990 | Найкраща жіноча роль другого плану в мінісеріалі або фільмі   | Ідеальний свідок                             | Номінація |
| Еммі                           | 1994 | Найкраща запрошена актриса в драматичному телесеріалі         | Дорога в Ейвонлі                             | Номінація |
| Еммі                           | 1997 | Найкраща жіноча роль в мінісеріалі або фільмі                 | Чужі діти                                    | Номінація |
| Еммі                           | 1999 | Найкраща жіноча роль в мінісеріалі або фільмі                 | Дитячий танець                               | Номінація |
| Еммі                           | 2000 | Найкраща жіноча роль другого плану в драматичному телесеріалі | Західне крило                                | Номінація |
| Еммі                           | 2001 | Найкраща жіноча роль другого плану в драматичному телесеріалі | Західне крило                                | Номінація |
| Еммі                           | 2002 | Найкраща жіноча роль другого плану в мінісеріалі або фільмі   | Історія Меттью Шепарда                       | Перемога  |
| Еммі                           | 2002 | Найкраща жіноча роль другого плану в драматичному телесеріалі | Західне крило                                | Перемога  |
| Еммі                           | 2003 | Найкраща жіноча роль другого плану в драматичному телесеріалі | Західне крило                                | Номінація |
| Еммі                           | 2004 | Найкраща жіноча роль другого плану в драматичному телесеріалі | Західне крило                                | Номінація |
| Еммі                           | 2005 | Найкраща жіноча роль другого плану в драматичному телесеріалі | Західне крило                                | Номінація |
| Еммі                           | 2006 | Найкраща жіноча роль у комедійному телесеріалі                | Поза практики                                | Номінація |
| Денна премія «Еммі»            | 2005 | Найкраща роль в дитячому фільмі                               | Джек                                         | Перемога  |
| Премія Гільдії кіноакторів США | 1996 | Найкраща жіноча роль другого плану                            | Дим                                          | Номінація |
| Премія Гільдії кіноакторів США | 1997 | Найкраща жіноча роль в телефільмі або мінісеріалі             | Чужі діти                                    | Номінація |
| Премія Гільдії кіноакторів США | 1999 | Найкраща жіноча роль в телефільмі або мінісеріалі             | Дитячий танець                               | Номінація |
| Премія Гільдії кіноакторів США | 2001 | Найкраща жіноча роль в телефільмі або мінісеріалі             | Правда про Джейн                             | Номінація |
| Премія Гільдії кіноакторів США | 2002 | Найкраща жіноча роль в драматичному серіалі                   | Західне крило                                | Номінація |
| Премія Гільдії кіноакторів США | 2003 | Найкраща жіноча роль в телефільмі або мінісеріалі             | Історія Меттью Шепарда                       | Перемога  |
| Премія Гільдії кіноакторів США | 2004 | Найкраща жіноча роль в драматичному серіалі                   | Західне крило                                | Номінація |
| Тоні                           | 1985 | Найкраща жіноча роль в п'єсі                                  | Один день з смерті Джо на прізвисько сидіння | Перемога  |
| Тоні                           | 1986 | Найкраща жіноча роль другого плану в п'єсі                    | Будинок блакитного листя                     | Номінація |
| Тоні                           | 1991 | Найкраща жіноча роль в п'єсі                                  | Шість ступенів відчуження                    | Номінація |
| Тоні                           | 1992 | Найкраща жіноча роль в п'єсі                                  | Чотири павіана, які обожнюють сонце          | Номінація |
| Тоні                           | 1999 | Найкраща жіноча роль в п'єсі                                  | Лев узимку                                   | Номінація |
| Тоні                           | 2009 | Найкраща жіноча роль в мюзиклі                                | Приятель Джої                                | Номінація |
| Тоні                           | 2012 | Найкраща жіноча роль в п'єсі                                  | Інші міста пустелі                           | Номінація |